# Modifiche territoriali e amministrative dei comuni delle Marche
Questa pagina riassume tutte le modifiche territoriali ed amministrative dei comuni marchigiani dall'Unità ad oggi.
| Cod. Belfiore | Comune                     | Prov.     | Anno         | Evento                               | Comune                                       | Provincia         |
| ------------- | -------------------------- | --------- | ------------ | ------------------------------------ | -------------------------------------------- | ----------------- |
| A031          | Acquacanina                | MC        | 2017         | Aggregato al Com. di                 | Fiastra                                      | MC                |
| A044          | Acquasanta                 | AP        | 1957         | Cambia denominazione in              | Acquasanta Terme                             | AP                |
| A047          | Acquaviva                  | AP        | 1862         | Cambia denominazione in              | Acquaviva Picena                             | AP                |
| A232          | Alteta                     | AP        | 1869         | Aggregato al Com. di                 | Montegiorgio                                 | AP                |
| A232          | Alteta                     | AP        | 1896         | Ristaccato dal Com. di               | Montegiorgio                                 | AP                |
| A232          | Alteta                     | AP        | 1898         | Aggregato al Com. di                 | Montegiorgio                                 | AP                |
| A233          | Altidona                   | AP        | 2004         | Cambia Provincia a                   |                                              | FM                |
| A252          | Amandola                   | AP        | 2004         | Cambia Provincia a                   |                                              | FM                |
| A335          | Appignano di Offida        | AP        | 1879         | Cambia denominazione in              | Appignano del Tronto                         | AP                |
| A437          | Arquata                    | AP        | 1862         | Cambia denominazione in              | Arquata del Tronto                           | AP                |
| A439          | Auditore                   | PU        | 2019         | Aggregato al Nuovo Com. di           | Sassocorvaro Auditore                        | PU                |
| A462          | Ascoli                     | AP        | 1862         | Cambia denominazione in              | Ascoli Piceno                                | AP                |
| A639          | Barchi                     | PU        | 2017         | Aggregato al Nuovo Com. di           | Terre Roveresche                             | PU                |
| A739          | Belforte                   | MC        | 1862         | Cambia denominazione in              | Belforte del Chiento                         | MC                |
| A739          | Belforte del Chiento       | MC        | 1955         | Cambia denominazione in              | Belforte del Chienti                         | MC                |
| A740          | Belforte                   | PU        | 1862         | Cambia denominazione in              | Belforte all'Isauro                          | PU                |
| A760          | Belmonte                   | AP        | 1863         | Cambia denominazione in              | Belmonte Piceno                              | AP                |
| A760          | Belmonte Piceno            | AP        | 2004         | Cambia Provincia a                   |                                              | FM                |
| A769          | Belvedere                  | AN        | 1863         | Cambia denominazione in              | Belvedere Ostrense                           | AN                |
| B470          | Camerata                   | AN        | 1863         | Cambia denominazione in              | Camerata Picena                              | AN                |
| B470          | Camerata Picena            | AN        | 1928         | Aggregato al Com. di                 | Chiaravalle                                  | AN                |
| B470          | Camerata Picena            | AN        | 1947         | Ristaccato dal Com. di               | Chiaravalle                                  | AN                |
| B534          | Campofilone                | AP        | 2004         | Cambia Provincia a                   |                                              | FM                |
| B562          | Camporotondo               | MC        | 1863         | Cambia denominazione in              | Camporotondo di Fiastrone                    | MC                |
| B585          | Candelara                  | PU        | 1929         | Aggregato al Com. di                 | Pesaro                                       | PU                |
| B683          | Capradosso                 | AP        | 1869         | Aggregato al Com. di                 | Rotella                                      | AP                |
| C070          | Castel Clementino          | AP        | 1863         | Cambia denominazione in              | Servigliano                                  | AP                |
| C070          | Servigliano                | AP        | 2004         | Cambia Provincia a                   |                                              | FM                |
| C071          | Tomba di Senigallia        | PU        | 1861         | Cambia Provincia a                   |                                              | AN                |
| C071          | Tomba di Senigallia        | AN        | 1921         | Cambia denominazione in              | Castel Colonna                               | AN                |
| C071          | Castel Colonna             | AN        | 2014         | Aggregato al Nuovo Com. di           | Trecastelli                                  | AN                |
| C080          | Casteldelci                | PU        | 2009         | Cambia Provincia e Regione a         |                                              | RN Emilia-Romagna |
| C088          | Castel di Croce            | AP        | 1869         | Aggregato al Com. di                 | Rotella                                      | AP                |
| C093          | Lama                       | AP        | 1862         | Cambia denominazione in              | Castel di Lama                               | AP                |
| C095          | Casteldimezzo              | PU        | 1869         | Aggregato al Com. di                 | Fiorenzuola di Focara                        | PU                |
| C095          | Casteldimezzo              | PU        | 1929         | Passa Post Mortem                    | da Fiorenzuola di Focara a Pesaro            | PU                |
| C152          | Castelleone                | AN        | 1864         | Cambia denominazione in              | Castelleone di Suasa                         | AN                |
| C267          | Castelsantangelo           | PG Umbria | 1861         | Cambia Regione Ante Nascitam         |                                              | MC                |
| C267          | Castelsantangelo           | MC        | 1913         | Staccato dal Com. di                 | Visso                                        | MC                |
| C267          | Castelsantangelo           | MC        | 1961         | Cambia denominazione in              | Castelsantangelo sul Nera                    | MC                |
| C524          | Cerreto                    | MC        | 1861         | Cambia Provincia a                   |                                              | AN                |
| C524          | Cerreto                    | AN        | 1863         | Cambia denominazione in              | Cerreto d'Esi                                | AN                |
| C770          | Civitanova                 | MC        | 1864         | Cambia denominazione in              | Civitanova Marche                            | MC                |
| C830          | Colbordolo                 | PU        | 2014         | Aggregato al Nuovo Com. di           | Vallefoglia                                  | PU                |
| C877          | Colli                      | AP        | 1862         | Cambia denominazione in              | Colli del Tronto                             | AP                |
| C935          | Comunanza                  | AP        | 1932         | Cambia denominazione in              | Comunanza del Littorio                       | AP                |
| C935          | Comunanza del Littorio     | AP        | 1945         | Cambia denominazione in              | Comunanza                                    | AP                |
| D042          | Pausula                    | MC        | 1931         | Cambia denominazione in              | Corridonia                                   | MC                |
| D108          | Costacciaro                | PU        | 1861         | Cambia Provincia e Regione a         |                                              | PG Umbria         |
| D210          | Marano                     | AP        | 1862         | Cambia denominazione in              | Cupra Marittima                              | AP                |
| D211          | Massaccio                  | AN        | Gennaio 1862 | Cambia denominazione in              | Capramontana                                 | AN                |
| D211          | Capramontana               | AN        | Giugno 1862  | Cambia denominazione in              | Cupramontana                                 | AN                |
| D429          | Sant'Anatolia              | MC        | 1862         | Cambia denominazione in              | Esanatoglia                                  | MC                |
| D451          | Fabriano                   | MC        | 1861         | Cambia Provincia a                   |                                              | AN                |
| D472          | Falconara                  | AN        | 1863         | Cambia denominazione in              | Falconara Marittima                          | AN                |
| D472          | Falconara Marittima        | AN        | 1928         | Aggregato al Com. di                 | Ancona                                       | AN                |
| D472          | Falconara Marittima        | AN        | 1948         | Ristaccato dal Com. di               | Ancona                                       | AN                |
| D477          | Falerone                   | AP        | 2004         | Cambia Provincia a                   |                                              | FM                |
| D534          | Fenigli                    | PU        | 1869         | Aggregato al Com. di                 | Pergola                                      | PU                |
| D542          | Fermo                      | AP        | 2004         | Cambia Provincia a                   |                                              | FM                |
| D566          | Ficano                     | MC        | 1927         | Cambia denominazione in              | Poggio San Vicino                            | MC                |
| D566          | Poggio San Vicino          | MC        | 1929         | Aggregato al Com. di                 | Apiro                                        | MC                |
| D566          | Poggio San Vicino          | MC        | 1948         | Ristaccato dal Com. di               | Apiro                                        | MC                |
| D597          | Filottrano                 | MC        | 1861         | Cambia Provincia a                   |                                              | AN                |
| D609          | Fiordimonte                | MC        | 2017         | Aggregato al Nuovo Com. di           | Valfornace                                   | MC                |
| D610          | Fiorenzuola                | PU        | 1888         | Cambia denominazione in              | Fiorenzuola di Focara                        | PU                |
| D610          | Fiorenzuola di Focara      | PU        | 1929         | Aggregato al Com. di                 | Pesaro                                       | PU                |
| D760          | Francavilla                | AP        | 1863         | Cambia denominazione in              | Francavilla d'Ete                            | AP                |
| D760          | Francavilla d'Ete          | AP        | 2004         | Cambia Provincia a                   |                                              | FM                |
| D791          | Fratte                     | PU        | 1862         | Cambia denominazione in              | Fratte Rosa                                  | PU                |
| D791          | Fratte Rosa                | PU        | 1928         | Aggregato al Com. di                 | San Lorenzo in Campo                         | PU                |
| D791          | Fratte Rosa                | PU        | 1937         | Ristaccato dal Com. di               | San Lorenzo in Campo                         | PU                |
| D807          | Frontino                   | PU        | 1928         | Aggregato al Com. di                 | Carpegna                                     | PU                |
| D807          | Frontino                   | PU        | 1947         | Ristaccato dal Com. di               | Carpegna                                     | PU                |
| D808          | Frontone                   | PU        | 1928         | Aggregato al Nuovo Com. di           | Frontone-Serra                               | PU                |
| D808          | Frontone                   | PU        | 1946         | Ristaccato dal Com. di               | Frontone-Serra                               | PU                |
| D836          | Gabicce                    | PU        | 1949         | Cambia denominazione in              | Gabicce Mare                                 | PU                |
| D853          | Gagliole                   | MC        | 1929         | Aggregato al Com. di                 | Castelraimondo                               | MC                |
| D853          | Gagliole                   | MC        | 1934         | Ristaccato dal Com. di               | Castelraimondo                               | MC                |
| D965          | Genga                      | MC        | 1861         | Cambia Provincia a                   |                                              | AN                |
| E035          | Ginestreto                 | PU        | 1929         | Aggregato al Com. di                 | Pesaro                                       | PU                |
| E208          | Grottazzolina              | AP        | 2004         | Cambia Provincia a                   |                                              | FM                |
| E256          | Gubbio                     | PU        | 1861         | Cambia Provincia e Regione a         |                                              | PG Umbria         |
| E352          | Isola di Fano              | PU        | 1869         | Aggregato al Com. di                 | Fossombrone                                  | PU                |
| E447          | Lapedona                   | AP        | 2004         | Cambia Provincia a                   |                                              | FM                |
| E612          | Lisciano                   | AP        | 1864         | Cambia denominazione in              | Lisciano del Tronto                          | AP                |
| E612          | Lisciano del Tronto        | AP        | 1866         | Aggregato al Com. di                 | Ascoli Piceno                                | AP                |
| E690          | Loreto                     | MC        | 1861         | Cambia Provincia a                   |                                              | AN                |
| E694          | Loro                       | MC        | 1862         | Cambia denominazione in              | Loro Piceno                                  | MC                |
| E807          | Magliano                   | AP        | 1862         | Cambia denominazione in              | Magliano di Tenna                            | AP                |
| E807          | Magliano di Tenna          | AP        | 2004         | Cambia Provincia a                   |                                              | FM                |
| E837          | Maiolati                   | AN        | 1939         | Cambia denominazione in              | Maiolati Spontini                            | AN                |
| E838          | Maiolo                     | PU        | 1928         | Aggregato al Com. di                 | Novafeltria                                  | PU                |
| E838          | Maiolo                     | PU        | 1947         | Ristaccato dal Com. di               | Novafeltria                                  | PU                |
| E838          | Maiolo                     | PU        | 2009         | Cambia Provincia e Regione a         |                                              | RN Emilia-Romagna |
| F021          | Massa                      | AP        | 1863         | Cambia denominazione in              | Massa Fermana                                | AP                |
| F021          | Massa Fermana              | AP        | 2004         | Cambia Provincia a                   |                                              | FM                |
| F135          | Mercatello                 | PU        | 1951         | Cambia denominazione in              | Mercatello sul Metauro                       | PU                |
| F136          | Piandicastello             | PU        | 1940         | Cambia denominazione in              | Mercatino Conca                              | PU                |
| F137          | Mercatino Marecchia        | PU        | 1907         | Staccato dal Com. di                 | Talamello                                    | PU                |
| F137          | Mercatino Marecchia        | PU        | 1941         | Cambia denominazione in              | Novafeltria                                  | PU                |
| F137          | Novafeltria                | PU        | 2009         | Cambia Provincia e Regione a         |                                              | RN Emilia-Romagna |
| F145          | Mergo                      | AN        | 1928         | Aggregato al Nuovo Com. di           | Rosora Mergo                                 | AN                |
| F145          | Mergo                      | AN        | 1946         | Ristaccato dal Com. di               | Rosora Mergo                                 | AN                |
| F379          | Monsampietro Morico        | AP        | 2004         | Cambia Provincia a                   |                                              | FM                |
| F380          | Monsampolo                 | AP        | 1862         | Cambia denominazione in              | Monsampolo del Tronto                        | AP                |
| F381          | Mosciano                   | AN        | 1863         | Cambia denominazione in              | Monsano                                      | AN                |
| F388          | Montacuto                  | AP        | 1865         | Aggregato al Com. di                 | Acquasanta Terme                             | AP                |
| F389          | Montadamo                  | AP        | 1866         | Aggregato al Com. di                 | Ascoli Piceno                                | AP                |
| F401          | Montalboddo                | AN        | 1881         | Cambia denominazione in              | Ostra                                        | AN                |
| F413          | Montalfoglio               | PU        | 1869         | Aggregato al Com. di                 | San Lorenzo in Campo                         | PU                |
| F415          | Montalto                   | AP        | 1863         | Cambia denominazione in              | Montalto delle Marche                        | AP                |
| F418          | Montalto                   | PU        | 1862         | Cambia denominazione in              | Montalto Tarugo                              | PU                |
| F418          | Montalto Tarugo            | PU        | 1865         | Aggregato al Com. di                 | Fossombrone                                  | PU                |
| F428          | Montappone                 | AP        | 2004         | Cambia Provincia a                   |                                              | FM                |
| F439          | Montebello                 | PU        | 1862         | Cambia denominazione in              | Montebello Metaurense                        | PU                |
| F439          | Montebello Metaurense      | PU        | 1869         | Aggregato al Com. di                 | Orciano di Pesaro                            | PU                |
| F439          | Montebello Metaurense      | PU        | 2017         | Passa Post Mortem                    | da Orciano di Pesaro a Terre Roveresche      | PU                |
| F447          | Montecalvo                 | AP        | 1862         | Cambia denominazione in              | Montecalvo del Castellano                    | AP                |
| F447          | Montecalvo del Castellano  | AP        | 1865         | Aggregato al Com. di                 | Acquasanta Terme                             | AP                |
| F450          | Montecalvo                 | PU        | 1862         | Cambia denominazione in              | Montecalvo in Foglia                         | PU                |
| F460          | Monte San Polo             | MC        | 1863         | Cambia denominazione in              | Monte Cavallo                                | MC                |
| F474          | Monteciccardo              | PU        | 2020         | Aggregato al Com. di                 | Pesaro                                       | PU                |
| F478          | Montecopiolo               | PU        | 2021         | Cambia Provincia e Regione a         |                                              | RN Emilia-Romagna |
| F490          | Montefabbri                | PU        | 1869         | Aggregato al Com. di                 | Colbordolo                                   | PU                |
| F493          | Montefalcone               | AP        | 1862         | Cambia denominazione in              | Montefalcone Appennino                       | AP                |
| F493          | Montefalcone Appennino     | AP        | 2004         | Cambia Provincia a                   |                                              | FM                |
| F501          | Monte Fiore                | AP        | 1862         | Cambia denominazione in              | Montefiore dell'Aso                          | AP                |
| F509          | Montefortino               | AP        | 2004         | Cambia Provincia a                   |                                              | FM                |
| F517          | Monte Giberto              | AP        | 2004         | Cambia Provincia a                   |                                              | FM                |
| F520          | Montegiorgio               | AP        | 2004         | Cambia Provincia a                   |                                              | FM                |
| F522          | Montegranaro               | AP        | 2004         | Cambia Provincia a                   |                                              | FM                |
| F524          | Monte Grimano              | PU        | 2002         | Cambia denominazione in              | Monte Grimano Terme                          | PU                |
| F530          | Monteguiduccio             | PU        | 1868         | Aggregato al Com. di                 | Montefelcino                                 | PU                |
| F536          | Monteleone                 | AP        | 1864         | Cambia denominazione in              | Monteleone di Fermo                          | AP                |
| F536          | Monteleone di Fermo        | AP        | 2004         | Cambia Provincia a                   |                                              | FM                |
| F549          | Montelparo                 | AP        | 2004         | Cambia Provincia a                   |                                              | FM                |
| F555          | Montemaggiore              | PU        | 1862         | Cambia denominazione in              | Montemaggiore al Metauro                     | PU                |
| F555          | Montemaggiore al Metauro   | PU        | 2017         | Aggregato al Nuovo Com. di           | Colli al Metauro                             | PU                |
| F567          | Montemilone                | MC        | 1862         | Cambia denominazione in              | Pollenza                                     | MC                |
| F571          | Monte Montanaro            | PU        | 1868         | Aggregato al Com. di                 | Montefelcino                                 | PU                |
| F581          | Montenovo                  | AN        | 1882         | Cambia denominazione in              | Ostra Vetere                                 | AN                |
| F591          | Monteprandone              | AP        | 1935         | Cede la frazione di Porto d'Ascoli a | San Benedetto del Tronto                     | AP                |
| F593          | Monterado                  | PU        | 1861         | Cambia Provincia a                   |                                              | AN                |
| F593          | Monterado                  | AN        | 2014         | Aggregato al Nuovo Com. di           | Trecastelli                                  | AN                |
| F599          | Monte Rinaldo              | AP        | 2004         | Cambia Provincia a                   |                                              | FM                |
| F602          | Monterolo                  | PU        | 1869         | Aggregato al Com. di                 | Pergola                                      | PU                |
| F614          | Monterubbiano              | AP        | 2004         | Cambia Provincia a                   |                                              | FM                |
| F621          | San Giusto                 | MC        | 1863         | Cambia denominazione in              | Monte San Giusto                             | MC                |
| F626          | Monte San Pietrangeli      | AP        | 2004         | Cambia Provincia a                   |                                              | FM                |
| F632          | Montesanto                 | MC        | 1862         | Cambia denominazione in              | Potenza Picena                               | MC                |
| F643          | Montesecco                 | PU        | 1862         | Cambia denominazione in              | Montesecco Antico                            | PU                |
| F643          | Montesecco Antico          | PU        | 1869         | Aggregato al Com. di                 | Pergola                                      | PU                |
| F645          | Montesicuro                | AN        | 1928         | Aggregato al Com. di                 | Ancona                                       | AN                |
| F653          | Monte Urano                | AP        | 2004         | Cambia Provincia a                   |                                              | FM                |
| F658          | Montevecchio               | PU        | 1869         | Aggregato al Com. di                 | Pergola                                      | PU                |
| F664          | Monte Vidon Combatte       | AP        | 2004         | Cambia Provincia a                   |                                              | FM                |
| F665          | Monte Vidon Corrado        | AP        | 2004         | Cambia Provincia a                   |                                              | FM                |
| F697          | Montottone                 | AP        | 2004         | Cambia Provincia a                   |                                              | FM                |
| F719          | Moregnano                  | AP        | 1869         | Aggregato al Com. di                 | Petritoli                                    | AP                |
| F722          | Moresco                    | AP        | 1868         | Aggregato al Com. di                 | Monterubbiano                                | AP                |
| F722          | Moresco                    | AP        | 1910         | Ristaccato dal Com. di               | Monterubbiano                                | AP                |
| F722          | Moresco                    | AP        | 2004         | Cambia Provincia a                   |                                              | FM                |
| F745          | Morro                      | AN        | 1863         | Cambia denominazione in              | Morro d'Alba                                 | AN                |
| F787          | Mozzano                    | AP        | 1866         | Aggregato al Com. di                 | Ascoli Piceno                                | AP                |
| F969          | Novilara                   | PU        | 1929         | Aggregato al Com. di                 | Pesaro                                       | PU                |
| F978          | Umana                      | AN        | 1869         | Cambia denominazione in              | Numana                                       | AN                |
| G089          | Orciano                    | PU        | 1862         | Cambia denominazione in              | Orciano di Pesaro                            | PU                |
| G089          | Orciano di Pesaro          | PU        | 2017         | Aggregato al Nuovo Com. di           | Terre Roveresche                             | PU                |
| G137          | Ortezzano                  | AP        | 2004         | Cambia Provincia a                   |                                              | FM                |
| G162          | Osoli                      | AP        | 1866         | Aggregato al Com. di                 | Roccafluvione                                | AP                |
| G235          | Pagliare                   | AP        | 1866         | Aggregato al Com. di                 | Spinetoli                                    | AP                |
| G351          | Pascelupo                  | PU        | 1861         | Cambia Provincia e Regione a         |                                              | PG Umbria         |
| G369          | Paterno                    | AN        | 1863         | Cambia denominazione in              | Paterno d'Ancona                             | AN                |
| G369          | Paterno d'Ancona           | AN        | 1928         | Aggregato al Com. di                 | Ancona                                       | AN                |
| G375          | Petrignone                 | AP        | 1866         | Aggregato al Com. di                 | Montalto delle Marche                        | AP                |
| G403          | Pedaso                     | AP        | 2004         | Cambia Provincia a                   |                                              | FM                |
| G416          | Peglio                     | PU        | 1928         | Aggregato al Com. di                 | Urbania                                      | PU                |
| G416          | Peglio                     | PU        | 1947         | Ristaccato dal Com. di               | Urbania                                      | PU                |
| G433          | Pennabilli                 | PU        | 2009         | Cambia Provincia e Regione a         |                                              | RN Emilia-Romagna |
| G514          | Petriano                   | PU        | 1928         | Aggregato al Com. di                 | Colbordolo                                   | PU                |
| G514          | Petriano                   | PU        | 1947         | Ristaccato dal Com. di               | Colbordolo                                   | PU                |
| G516          | Petritoli                  | AP        | 2004         | Cambia Provincia a                   |                                              | FM                |
| G537          | Piagge                     | PU        | 2017         | Aggregato al Nuovo Com. di           | Terre Roveresche                             | PU                |
| G627          | Pietrarubbia               | PU        | 1928         | Aggregato al Com. di                 | Macerata Feltria                             | PU                |
| G627          | Pietrarubbia               | PU        | 1947         | Ristaccato dal Com. di               | Macerata Feltria                             | PU                |
| G637          | Pievebovigliana            | MC        | 2017         | Aggregato al Nuovo Com. di           | Valfornace                                   | MC                |
| G771          | Poggio San Marcello        | AN        | 1928         | Aggregato al Com. di                 | Castelplanio                                 | AN                |
| G771          | Poggio San Marcello        | AN        | 1946         | Ristaccato dal Com. di               | Castelplanio                                 | AN                |
| G873          | Ponzano                    | AP        | 1862         | Cambia denominazione in              | Ponzano di Fermo                             | AP                |
| G873          | Ponzano di Fermo           | AP        | 2004         | Cambia Provincia a                   |                                              | FM                |
| G883          | Porchia                    | AP        | 1866         | Aggregato al Com. di                 | Montalto delle Marche                        | AP                |
| G885          | Porchiano                  | AP        | 1862         | Cambia denominazione in              | Porchiano dell'Ascensione                    | AP                |
| G885          | Porchiano dell'Ascensione  | AP        | 1866         | Aggregato al Com. di                 | Ascoli Piceno                                | AP                |
| G911          | Porto Civitanova           | MC        | 1913         | Staccato dal Com. di                 | Civitanova Marche                            | MC                |
| G911          | Porto Civitanova           | MC        | 1938         | Aggregato al Com. di                 | Civitanova Marche                            | MC                |
| G919          | Porto Recanati             | MC        | 1893         | Staccato dal Com. di                 | Recanati                                     | MC                |
| G920          | Porto San Giorgio          | AP        | 2004         | Cambia Provincia a                   |                                              | FM                |
| G921          | Porto Sant'Elpidio         | AP        | 1951         | Staccato dal Com. di                 | Sant'Elpidio a Mare                          | AP                |
| G921          | Porto Sant'Elpidio         | AP        | 2004         | Cambia Provincia a                   |                                              | FM                |
| G956          | Pozzo                      | PU        | 1862         | Cambia denominazione in              | Pozzo Alto                                   | PU                |
| G956          | Pozzo Alto                 | PU        | 1929         | Aggregato al Com. di                 | Pesaro                                       | PU                |
| H136          | Quintodecimo               | AP        | 1865         | Aggregato al Com. di                 | Acquasanta Terme                             | AP                |
| H182          | Rapagnano                  | AP        | 2004         | Cambia Provincia a                   |                                              | FM                |
| H310          | Ripaberarda                | AP        | 1865         | Aggregato al Com. di                 | Castignano                                   | AP                |
| H322          | Ripe                       | PU        | 1861         | Cambia Provincia a                   |                                              | AN                |
| H322          | Ripe                       | AN        | 2014         | Aggregato al Nuovo Com. di           | Trecastelli                                  | AN                |
| H390          | Roccaseregnana             | AP        | 1863         | Cambia denominazione in              | Roccafluvione                                | AP                |
| H435          | Roccareonile               | AP        | 1866         | Aggregato al Com. di                 | Roccafluvione                                | AP                |
| H575          | Rosora                     | AN        | 1928         | Aggregato al Nuovo Com. di           | Rosora Mergo                                 | AN                |
| H575          | Rosora                     | AN        | 1946         | Ristaccato dal Com. di               | Rosora Mergo                                 | AN                |
| H721          | Saltara                    | PU        | 2017         | Aggregato al Nuovo Com. di           | Colli al Metauro                             | PU                |
| H769          | San Benedetto              | AP        | 1862         | Cambia denominazione in              | San Benedetto del Tronto                     | AP                |
| H886          | San Giorgio                | PU        | 1862         | Cambia denominazione in              | San Giorgio di Pesaro                        | PU                |
| H886          | San Giorgio di Pesaro      | PU        | 2017         | Aggregato al Nuovo Com. di           | Terre Roveresche                             | PU                |
| H949          | San Leo                    | PU        | 2009         | Cambia Provincia e Regione a         |                                              | RN Emilia-Romagna |
| I071          | San Paolo                  | AN        | 1863         | Cambia denominazione in              | San Paolo di Jesi                            | AN                |
| I071          | San Paolo di Jesi          | AN        | 1928         | Aggregato al Com. di                 | Staffolo                                     | AN                |
| I071          | San Paolo di Jesi          | AN        | 1946         | Ristaccato dal Com. di               | Staffolo                                     | AN                |
| I156          | San Severino               | MC        | 1863         | Cambia denominazione in              | San Severino Marche                          | MC                |
| I201          | Sant'Agata Feltria         | PU        | 2009         | Cambia Provincia e Regione a         |                                              | RN Emilia-Romagna |
| I231          | Santa Maria                | AP        | 1862         | Cambia denominazione in              | Santa Maria del Tronto                       | AP                |
| I231          | Santa Maria del Tronto     | AP        | 1865         | Aggregato al Com. di                 | Acquasanta Terme                             | AP                |
| I268          | Sant'Andrea                | PU        | 1862         | Cambia denominazione in              | Sant'Andrea di Suasa                         | PU                |
| I268          | Sant'Andrea di Suasa       | PU        | 1869         | Aggregato al Com. di                 | Mondavio                                     | PU                |
| I285          | Sant'Angelo in Lizzola     | PU        | 2014         | Aggregato al Nuovo Com. di           | Vallefoglia                                  | PU                |
| I315          | Santa Vittoria             | AP        | 1862         | Cambia denominazione in              | Santa Vittoria in Matenano                   | AP                |
| I315          | Santa Vittoria in Matenano | AP        | 2004         | Cambia Provincia a                   |                                              | FM                |
| I324          | Sant'Elpidio a Mare        | AP        | 2004         | Cambia Provincia a                   |                                              | FM                |
| I325          | Sant'Elpidio Morico        | AP        | 1868         | Aggregato al Com. di                 | Monsampietro Morico                          | AP                |
| I325          | Sant'Elpidio Morico        | AP        | 1870         | Passa Post Mortem                    | da Monsampietro Morico a Monteleone di Fermo | AP                |
| I325          | Sant'Elpidio Morico        | AP        | 1893         | Passa Post Mortem                    | da Monteleone di Fermo a Monsampietro Morico | AP                |
| I399          | San Vito                   | PU        | 1862         | Cambia denominazione in              | San Vito sul Cesano                          | PU                |
| I399          | San Vito sul Cesano        | PU        | 1869         | Aggregato al Com. di                 | San Lorenzo in Campo                         | PU                |
| I459          | Sassocorvaro               | PU        | 2019         | Aggregato al Nuovo Com. di           | Sassocorvaro Auditore                        | PU                |
| I460          | Sassofeltrio               | PU        | 1929         | Aggregato (in parte) al Com. di      | Mercatino Conca                              | PU                |
| I460          | Sassofeltrio               | PU        | 1929         | Aggregato (in parte) al Com. di      | Montegrimano                                 | PU                |
| I460          | Sassofeltrio               | PU        | 1947         | Ristaccato (in parte) dal Com. di    | Mercatino Conca                              | PU                |
| I460          | Sassofeltrio               | PU        | 1947         | Ristaccato (in parte) dal Com. di    | Montegrimano                                 | PU                |
| I460          | Sassofeltrio               | PU        | 2021         | Cambia Provincia e Regione a         |                                              | RN Emilia-Romagna |
| I461          | Sassoferrato               | MC        | 1861         | Cambia Provincia a                   |                                              | AN                |
| I517          | Scavolino                  | PU        | 1928         | Aggregato al Com. di                 | Pennabilli                                   | PU                |
| I517          | Scavolino                  | PU        | 2009         | Cambia Regione Post Mortem           |                                              | RN Emilia-Romagna |
| I521          | Scheggia                   | PU        | 1861         | Cambia Provincia e Regione a         |                                              | PG Umbria         |
| I522          | Scheggia e Pascelupo       | PU        | 1861         | Cambia Regione Ante Nascitam         |                                              | PG Umbria         |
| I608          | Senigallia                 | PU        | 1861         | Cambia Provincia a                   |                                              | AN                |
| I653          | Serra San Quirico          | MC        | 1861         | Cambia Provincia a                   |                                              | AN                |
| I654          | Serra Sant'Abbondio        | PU        | 1928         | Aggregato al Nuovo Com. di           | Frontone-Serra                               | PU                |
| I654          | Serra Sant'Abbondio        | PU        | 1946         | Ristaccato dal Com. di               | Frontone-Serra                               | PU                |
| I661          | Serravalle                 | MC        | 1862         | Cambia denominazione in              | Serravalle di Chienti                        | MC                |
| I670          | Serrungarina               | PU        | 2017         | Aggregato al Nuovo Com. di           | Colli al Metauro                             | PU                |
| I758          | Sirolo                     | AN        | 1928         | Aggregato al Com. di                 | Numana                                       | AN                |
| I758          | Sirolo                     | AN        | 1946         | Ristaccato dal Com. di               | Numana                                       | AN                |
| I774          | Smerillo                   | AP        | 1870         | Aggregato al Com. di                 | Montefalcone Appennino                       | AP                |
| I774          | Smerillo                   | AP        | 1919         | Ristaccato dal Com. di               | Montefalcone Appennino                       | AP                |
| I774          | Smerillo                   | AP        | 2004         | Cambia Provincia a                   |                                              | FM                |
| I846          | Sorbolongo                 | PU        | 1928         | Aggregato al Com. di                 | Sant'Ippolito                                | PU                |
| L034          | Talamello                  | PU        | 1928         | Aggregato al Com. di                 | Novafeltria                                  | PU                |
| L034          | Talamello                  | PU        | 1946         | Ristaccato dal Com. di               | Novafeltria                                  | PU                |
| L034          | Talamello                  | PU        | 2009         | Cambia Provincia e Regione a         |                                              | RN Emilia-Romagna |
| L081          | Tomba di Pesaro            | PU        | 1940         | Cambia denominazione in              | Tavullia                                     | PU                |
| L242          | Torre                      | PU        | 1862         | Cambia denominazione in              | Torre San Marco                              | PU                |
| L242          | Torre San Marco            | PU        | 1869         | Aggregato al Com. di                 | Fratte Rosa                                  | PU                |
| L268          | Torre di Palme             | AP        | 1877         | Aggregato al Com. di                 | Fermo                                        | AP                |
| L279          | Torre San Patrizio         | AP        | 2004         | Cambia Provincia a                   |                                              | FM                |
| L501          | Urbisaglia                 | MC        | 1936         | Cambia denominazione in              | Urbisaglia Bonservizi                        | MC                |
| L501          | Urbisaglia Bonservizi      | MC        | 1946         | Cambia denominazione in              | Urbisaglia                                   | MC                |
| L517          | Ussita                     | PG Umbria | 1861         | Cambia Regione Ante Nascitam         |                                              | MC                |
| L517          | Ussita                     | MC        | 1913         | Staccato dal Com. di                 | Visso                                        | MC                |
| M078          | Visso                      | PG Umbria | 1861         | Cambia Provincia e Regione a         |                                              | MC                |
| M078          | Visso                      | MC        | 1927         | Cambia Provincia e Regione a         |                                              | PG Umbria         |
| M078          | Visso                      | PG Umbria | 1929         | Cambia Provincia e Regione a         |                                              | MC                |